# Buhoma depressiceps
Espèce
Synonymes
- Tropidonotus depressiceps Werner, 1897
- Geodipsas mapanjensis Andersson, 1901
- Geodipsas depressiceps (Werner, 1897)
- Geodipsas depressiceps marlieri Laurent, 1956

Buhoma depressiceps est une espèce de serpents de la famille des Lamprophiidae. 

## Répartition
Cette espèce se rencontre :
- au Cameroun ;
- en Guinée équatoriale ;
- au Gabon ;
- en République démocratique du Congo ;
- en République du Congo ;
- en République centrafricaine ;
- en Ouganda.

## Liste des sous-espèces
Selon The Reptile Database (12 février 2014) :
- Buhoma depressiceps depressiceps (Werner, 1897)
- Buhoma depressiceps marlieri (Laurent, 1956)

## Publications originales
- Laurent, 1956 : Contribution à l'herpetologie de la région des Grandes Lacs de l'Afrique centrale. Annales du Musée royal de Congo belge (Sciences Zoologiques), vol. 48, p. 1-390.
- Werner, 1897 : Über Reptilien und Batrachier aus Togoland, Kamerun und Tunis aus dem kgl. Museum für Naturkunde in Berlin. Verhandlungen der Kaiserlich-Königlichen Zoologisch-Botanischen Gesellschaft in Wien, vol. 47, p. 395-407 (texte intégral).